# Callistoctopus kermadecensis
Callistoctopus kermadecensis is een inktvissensoort uit de familie van de Octopodidae. De wetenschappelijke naam van de soort werd voor het eerst geldig gepubliceerd in 1914 door Berry als Polypus kermadecensis.